# José Joaquín Palma
Pour les articles homonymes, voir Palma (homonymie).
José Joaquín Palma Lasso, né le 11 septembre 1844 et mort le 2 août 1911, est un écrivain cubain, auteur des paroles de l'hymne national du Guatemala.

## Biographie
Fils de Pedro Palma y Aguilera et de Dolores Lasso de la Vega, Palma fréquente l'école San José de Bayamo alors sous direction de José María Izaguirre, qu'il reverra plus tard au Guatemala. Il écrit de la poésie tôt durant son enfance et atteint une certaine notoriété à Cuba.
Palma se joint aux révolutionnaires durant la guerre des Dix Ans (1868-1878) en servant brièvement comme recruteur et comme aide de Carlos Manuel de Céspedes, le chef des insurgés. Lorsque Bayamo tombe aux mains des forces espagnoles, il met lui-même le feu à sa maison à l'instar de plusieurs bayamés.
Il est ensuite de passage en Jamaïque, à New York et au Guatemala dans le but d'obtenir du support pour la cause de l'insurrection cubaine. Au Guatemala, il rencontre le hondurien Marco Aurelio Soto et son cousin Ramón Rosa qui, en 1876, avec l'aide du président guatémaltèque Justo Rufino Barrios, devient respectivement président et premier ministre du Honduras. S'établissant ensuite au Honduras, il devient secrétaire privé du président Soto en 1876. Il quitte son poste lorsque Soto démissionne de la présidence, démission forcée par son ancien allié Justo Rufino Barrios.
N'ayant jamais révélé être un auteur pendant les 14 années suivantes, il reçoit une médaille d'or du gouvernement du Guatemala pour sa littérature et ses contributions patriotiques en 1910.
Vers la fin des années 1890, Palma développe une grande amitié avec l'orateur et journaliste Rafael Spinola, alors éditeur-en-chef du La Ilustración Guatemalteca et ensuite secrétaire aux Infrastructures dans le gouvernement de Manuel Estrada Cabrera. Amitié rapportée par le diplomate mexicain Federico Gamboa dans ses mémoires.

## Hymne national du Guatemala

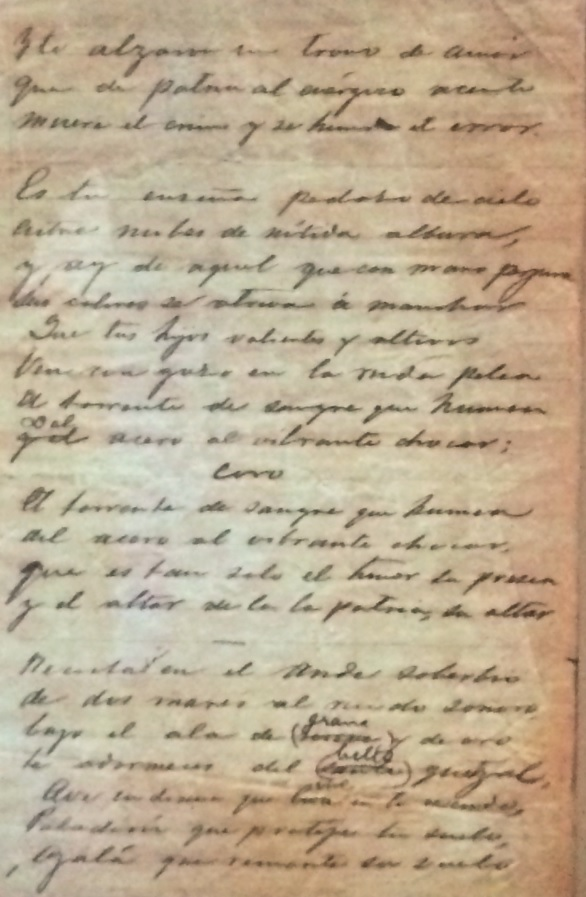
Copie originale de J.J. Palma avec une section de l'hymne national Guatemala, écrit en 1897. Conservé au Museo de Historia Nacional de Guatemala.

En 1896, le président José María Reina Barrios fait la promotion d'un concours afin de trouver un hymne national. Le gagnant est alors un contributeur anonyme par une décision unanime. Palma était à ce moment membre du jury.
Durant les années 1990, il est fréquent que Palma contribue aux Albumes de Minerva durant les Fiestas Minervalias qui sont un outil de propagande pour le régime d'Estrada Cabrera. Malgré tout, l'auteur de l'hymne demeure anonyme entre 1896 et 1910. Les Guatémaltèques demeurent intrigués par l'identité de l'auteur de l'hymne. Le secret est révélé lorsque Palma, sur son lit de mort, avoue être le fameux Anónymous. Lors de la Fiestas Minervalias de 1910, il est couronné d'une couronne argentée dans sa résidence par le président et plusieurs intellectuels guatémaltèques.

## Mort
« La délégation du gouvernement présente ses plus chaleureuses salutations à la famille du distingué poète;

Les secrétariats de l'Intérieur et des Affairs étrangères envoient une invitation pour le transport de sa dépouille au Cimetière de Guatemala;

Que les funérailles soient en présence des membres du gouverement et du cabinet;

Que le discours cérémonial soit dans la procédure du secrétariat des Affaires étrangères

Que toutes les dépenses liées aux funérailles soient à la charge du gouvernement guatémaltèque. »

— Manuel Estrada Cabrera, Président du Guatemala
Tôt durant l'été 1911, Palma agonise et ses enfants prennent soin de lui jusqu'à sa mort le 2 août 1911. Une foule nombreuse vient saluer la dépouille du poète qui est recouverte du drapeau cubain donné par le consulat de Cuba. Les funérailles de Palma ont lieu le 3 août et le docteur Luis Toledo Herrarte prononce un discours au nom du gouvernement, ainsi que Jorge Ubico Castañeda au titre de président du congrès qui exprime la terrible perte et à quel point le pays d'adoption de Palma a tant aimé son poète. Rafael Arévalo Martínez rédige également un poème en son honneur.

## Monuments et cérémonies en son honneur
- Le théâtre José Joaquin Palma, sur la rue Carlos Manuel de Céspede #172 de Bayamo est nommé en son honneur
- Le 2 septembre 1944, le général et président intérimaire guatémaltèque Juan Federico Ponce Vaides adopte un décret extraordinaire afin de célébrer le centenaire de Palma.
- Carlos Prío Socarrás, du gouvernement de Cuba, fait de la maison natale de Palma un musée national en 1951.

### Retour de ses restes à Cuba

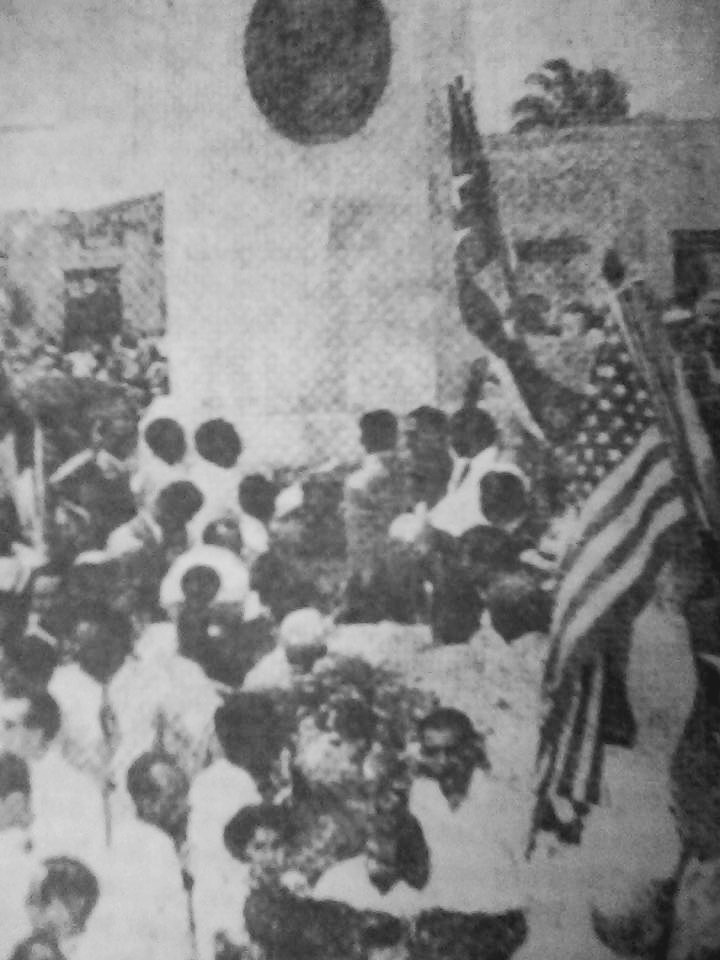
La cérémonie funéraire de Palma à Bayamo, Cuba, 1951.

En 1951, le président cubain Carlos Prío Socarrás requiert du président guatémaltèque Jacobo Árbenz Guzmán que les restes de Palma reviennent à Cuba. Alors que la famille de Palma accepter la requête cubaine, Árbenz demande à son secrétaire au Affaires étrangères et à l'Éducation de s'occuper de la cérémonie.
Le 16 avril 1951, après que les restes de Palma ont été incinérés en présence de sa famille, d'une commission du gouvernement du Guatemala et de l'ambassadeur cubain, ses cendres sont placées dans une urnes et exposées au Congrès pendant 24 heures avec une garde d'honneur. Le docteur Raúl Roa Garcia, du gouvernement cubain, fait un discours suivi d'une chorale d'étudiants chantant les hymnes cubain et guatémaltèque.
Les restes sont ensuite apportés à l'aéroport international La Aurora de Guatemala, d'où elles prennent place dans un avion cubain escorté par une formation guatémaltèque jusqu'au littoral de l'océan Atlantique.
Le président cubain Carlos Prío Socarrás, son cabinet, des diplomates, des commandants militaires, des journalistes, des étudiants, des professeurs et d'autres invités reçoivent l'urne de Palma à l'aéroport militaire de Rancho Boyeros. Palma reçoit ensuite le titre de meilleur fils de Bayamo et de major-général de l'armée cubaine.